# Lee McRae
Pour les articles homonymes, voir McRae.
Lee McRae, né le 23 janvier 1966 à Pembroke, en Caroline du Nord, est un athlète américain spécialiste des épreuves de sprint qui s'est illustré en remportant notamment les titres mondiaux du relais 4 × 100 mètres et du 60 mètres en salle. 

## Carrière sportive
Étudiant à l'Université de Pittsburgh, McRae remporte en 1986 l'épreuve du 100 m des Championnats des États-Unis NCAA. Il se distingue l'année suivante en se classant deuxième de la finale du 60 mètres des Championnats du monde en salle d'Indianapolis derrière le Canadien Ben Johnson. Il remporte ensuite le 100 m de l'Universiade de Zagreb en réalisant le meilleur temps de sa carrière sur la distance (10 s 07), puis récolte deux médailles d'or dans le cadre des Jeux panaméricains d'Indianapolis (100 m et relais 4 × 100 m). Il conclut l'année en remportant la médaille d'or du relais 4 × 100 m des Mondiaux de Rome, associé à ses compatriotes Lee McNeill, Harvey Glance et Carl Lewis. En 1988, Lee McRae est désigné vainqueur des Championnats du monde en salle 1987 à la suite du dopage avéré de Ben Johnson.

## Palmarès

### Championnats du monde
- Championnats du monde d'athlétisme 1987 à Rome  :
  -  Médaille d'or du relais 4 × 100 mètres

### Championnats du monde en salle
- Championnats du monde d'athlétisme en salle 1987 à Indianapolis  :
  -  Médaille d'or du 60 mètres

### Jeux panaméricains
- Jeux panaméricains 1987 à Indianapolis :
  -  Médaille d'or du 100 mètres
  -  Médaille d'or du relais 4 × 100 mètres

### Universiade
- Universiade 1987 à Zagreb :
  -  Médaille d'or du 100 mètres